# Carlisle (Iowa)
Pour les articles homonymes, voir Carlisle (homonymie).
Carlisle est une ville située dans les comtés de Warren et de Polk, dans l'État de l'Iowa aux États-Unis.

## Démographie
Lors du recensement de 2000, sa population s'élevait à 3 497 habitants,.
Lors du recensement de 2010, sa population s'élevait à 3 876 habitants.
Lors du recensement de 2020, sa population s'élevait à 4 160 habitants.